# Contea di Mineral (Montana)
La contea di Mineral (in inglese Mineral County) è una contea del Montana, negli Stati Uniti. Il suo capoluogo amministrativo è Superior.

## Geografia fisica
La contea ha un'area di 3.169 km² di cui lo 0,29% è coperto d'acqua. Confina con le seguenti contee:
- Contea di Sanders - nord
- Contea di Missoula - est
- Contea di Clearwater - sud
- Contea di Shoshone - nord-ovest

### Evoluzione demografica

Situazione demografica

## Città principali
- Alberton
- De Borgia
- Riverbend
- St. Regis
- Superior

## Strade principali
- Interstate 90
- Montana Highway 135

## Musei
- Mineral County Museum, su visitmt.com. URL consultato il 26 maggio 2007 (archiviato dall'url originale il 2 luglio 2007).